# Ross Smith (darter)
Ross Smith (Dover, 12 januari 1989) is een Engelse darter die de toernooien van de PDC speelt.

## Carrière
Op 27 juli 2021 won Smith zijn eerste Players Championship. Door achtereenvolgens Steve Lennon, Keane Barry, Gerwyn Price, Ron Meulenkamp, Gary Anderson en Ryan Joyce te verslaan, bereikte hij de finale van Players Championship 19. Daarin ging hij met een score van 8-4 langs Brendan Dolan.
Op het European Darts Championship in 2022 versloeg de Engelsman Joe Cullen, Dimitri Van den Bergh, Peter Wright en Chris Dobey voor een plek in zijn eerste tv-finale. Hierin wist hij landgenoot Michael Smith met 11-8 in legs te verslaan en zijn eerste majortitel te bemachtigen.
Op de Grand Slam of Darts 2022 wist Smith de groepsfase te overleven. In zijn partij tegen Michael van Gerwen liet hij negen maximale scores van 180 noteren. Daarmee brak hij het record van meeste 180'ers in de groepsfase van de Grand Slam. Eerder stond dat op naam van Gary Anderson met een aantal van zeven. In dezelfde wedstrijd, die hij met 5-4 won, gooide Smith een gemiddelde van 107,92 en daarmee zijn hoogste tv-gemiddelde tot dat moment. In de ronde na de groepsfase was Luke Humphries met 10-8 te sterk.
In de tweede ronde van het World Darts Championship 2023 versloeg Smith Darius Labanauskas met 3-1. Daarna mocht hij aantreden tegen Dirk van Duijvenbode in ronde drie. Smith miste vijf wedstrijdpijlen, waarna Van Duijvenbode in de laatst mogelijke leg van de de verlenging met zijn eerste wedstrijdpijl een eind aan de partij maakte. Tezamen gooiden de spelers 31 keer de maximale score van 180, waarvan er 19 afkomstig waren van Smith. Daarmee werd zowel het record voor het individuele aantal 180'ers in een wedstrijd van zeven sets geëvenaard als dat van het gezamenlijke aantal verbroken.
In januari 2023 maakte Smith de overstap naar dartsfabrikant Unicorn. In maart ging hij tijdens Players Championship 5 langs Martijn Kleermaker, Jim Williams, Luke Humphries, Dimitri Van den Bergh, Nathan Aspinall en Martin Schindler, waarna hij in de finale met 8-6 de titel greep ten koste van Gary Anderson.
In oktober 2023 passeerde de Engelsman op Players Championship 28 achtereenvolgend Nathan Rafferty, Robbie Knops, Robert Owen, Niels Zonneveld, Ricky Evans en Dom Taylor. Daarmee plaatste hij zich voor de finale, waarin Damon Heta zijn tegenstander was. Aanvankelijk stond Smith 3-6 achter, maar uiteindelijk wist hij met een uitslag van 8-6 alsnog de titel te grijpen. In zijn partij tegen Robbie Knops gooide Smith een negendarter en gedurende de dag liet hij vijf gemiddeldes van meer dan honderd noteren.
Door Luke Woodhouse, Ritchie Edhouse, Damon Heta en Michael van Gerwen te verslaan, plaatste Smith zich in april 2024 voor de finale van de European Darts Grand Prix. Tijdens de einstrijd van het European Tour-evenement was Gary Anderson met een uitslag van 8-6 te sterk. In juni haalde Smith opnieuw een finale op een European Tour-evenement. Op het European Darts Open ging hij langs Luke Woodhouse, Kevin Doets, Ryan Searle en Damon Heta, waarna Dave Chisnall ten koste van hem met 8-6 de titel greep.
In juli 2024 ging Smith op Players Championship 13 voorbij aan achtereenvolgend Steve Beaton, Jermaine Wattimena, Kevin Doets, Ricky Evans, Jonny Clayton en Andy Boulton. Daarmee bereikte hij de finale, waarin hij met een gemiddelde van 107,35 en uitslag van 8-7 won van Wesley Plaisier, die 104,79 gemiddeld wierp.
Op Players Championship 16 in mei 2025 versloeg Smith Dylan Slevin, Steve Lennon, Pero Ljubić, Chris Landman, Danny Noppert en Luke Woodhouse om de finale te behalen. Daarin won hij van Brendan Dolan. Gedurende de dag gooide Smith tweemaal een 9-darter. Enkel Phil Taylor en Michael van Gerwen wierpen ooit eerder twee perfecte legs op één Pro Tour-evenement. Ook liet Smith tijdens het toernooi drie gemiddeldes van 104 of hoger noteren. In de kwartfinale, halve finale en finale stond hij geen leg af, wat betekende dat hij 24 legs op rij pakte.

## Resultaten wereldkampioenschappen

### BDO
- 2009: Laatste 32 (verloren van Scott Waites met 0–3)
- 2011: Kwartfinale (verloren van Martin Adams met 1–5)

### PDC
- 2014: Laatste 64 (verloren van Simon Whitlock met 0–3)
- 2019: Laatste 64 (verloren van Daryl Gurney met 0–3)
- 2020: Laatste 96 (verloren van Ciarán Teehan met 0–3)
- 2021: Laatste 64 (verloren van José de Sousa met 1-3)
- 2022: Laatste 32 (verloren van Dirk van Duijvenbode met 3-4)
- 2023: Laatste 32 (verloren van Dirk van Duijvenbode met 3-4)
- 2024: Laatste 32 (verloren van Chris Dobey met 2-4)
- 2025: Laatste 64 (verloren van Paolo Nebrida met 0-3)

## Resultaten op de World Matchplay
- 2021: Laatste 32 (verloren van Rob Cross met 8-10)
- 2023: Laatste 32 (verloren van Dimitri Van den Bergh met 8-10)
- 2024: Kwartfinale (verloren van James Wade met 10-16)
- 2025: Laatste 32 (verloren van Josh Rock met 5-10)